# Селище (Лужский район)
Селище — деревня в Мшинском сельском поселении Лужского района Ленинградской области.

## История
Деревня Селище упоминается на карте Санкт-Петербургской губернии Ф. Ф. Шуберта 1834 года.

СЕЛИЩЕ — деревня принадлежит Ораниенбаумскому дворцовому правлению, число жителей по ревизии: 29 м. п., 25 ж. п. (1838 год)

Деревня Селище отмечена на карте профессора С. С. Куторги 1852 года.

СЕЛИЩЕ — деревня Дворцового ведомства при реке Ящере, число дворов — 9, число жителей: 23 м. п., 24 ж. п. (1862 год)

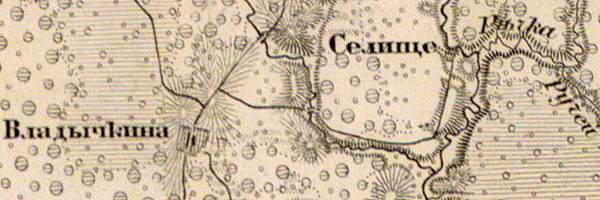
Деревня Селище на карте 1863 года

В 1870—1871 году временнообязанные крестьяне деревни выкупили свои земельные наделы у великой княгини Елены Павловны и стали собственниками земли.
В XIX — начале XX века деревня административно относилась к Луговской волости 1-го земского участка 1-го стана Лужского уезда Санкт-Петербургской губернии.
По данным «Памятной книжки Санкт-Петербургской губернии» за 1905 год, деревня называлась Селищи и входила во Владычкинское сельское общество.
По данным 1933 года деревня Селище входила в состав Пехенецкого сельсовета Красногвардейского района.
По данным 1966, 1973 и 1990 годов деревня Селище входила в состав Мшинского сельсовета.
В 1997 году в деревне Селище Мшинской волости проживал 1 человек, в 2002 году — 4 человека (все русские).
В 2007 году в деревне Селище Мшинского СП вновь проживал 1 человек.

## География
Деревня расположена в северной части района близ автодороги 41К-678 (Красный Маяк — выход на автодорогу «Псков»), к востоку от посёлка Мшинская.
Расстояние до административного центра поселения — 18 км.
Расстояние до ближайшей железнодорожной станции Мшинская — 19 км.
Деревня находится на правом берегу реки Ящера.

## Демография
| 1838 | 1862 | 1997 | 2007 | 2010 | 2017 |
| ---- | ---- | ---- | ---- | ---- | ---- |
| 54   | ↗57  | ↘1   | →1   | ↗2   | ↘1   |